# Ольба
Ольба (ісп. Olba) — муніципалітет в Іспанії, у складі автономної спільноти Арагон, у провінції Теруель. Населення — 237 осіб (2010).
Муніципалітет розташований на відстані близько 260 км на схід від Мадрида, 47 км на південний схід від міста Теруель.
На території муніципалітету розташовані такі населені пункти: (дані про населення за 2010 рік)
- Ла-Артіга: 3 особи
- Ла-Сівера: 1 особа
- Лос-Дінес/Ібаньєс-Бахос: 6 осіб
- Лос-Хілес: 18 осіб
- Лос-Лукас: 6 осіб
- Ель-Масіко: 7 осіб
- Ольба: 96 осіб
- Лос-Пертегасес: 36 осіб
- Лос-Рамонес: 18 осіб
- Лос-Таррагонес: 11 осіб
- Ла-Тоска: 11 осіб
- Лас-Вентас: 5 осіб
- Лос-Вільянуевас: 19 осіб

## Демографія
Динаміка населення (INE ):